# XXVI Conferenza delle Parti dell'UNFCCC
La Conferenza delle Nazioni Unite sui cambiamenti climatici del 2021, conosciuta anche come COP26, è stata la XXVI Conferenza delle Parti della Convenzione quadro delle Nazioni Unite sui cambiamenti climatici e si è tenuta, sotto la presidenza del Regno Unito, a Glasgow (Scozia) dal 31 ottobre al 13 novembre 2021, ma la chiusura era prevista per il 12 novembre. La conferenza incorpora la 26ª Conferenza delle Parti (COP26), la 16ª Conferenza delle Parti del Protocollo di Kyoto (CMP16) e la 3ª Conferenza delle Parti dell'Accordo di Parigi (CMA3).
L'aspettativa di questa conferenza era che le parti si impegnassero per obiettivi più ambiziosi da quelli stabiliti dalla COP21.
In base all'Accordo di Parigi le parti sono tenute a svolgere ogni cinque anni una verifica degli impegni sottoscritti, un processo comunemente noto come "meccanismo al rialzo".
Il 13 novembre 2021 è stato raggiunto un accordo, firmato dai 197 Paesi che hanno partecipato alla conferenza, noto come patto per il clima di Glasgow (Glasgow Climate Pact).

## Presidenza

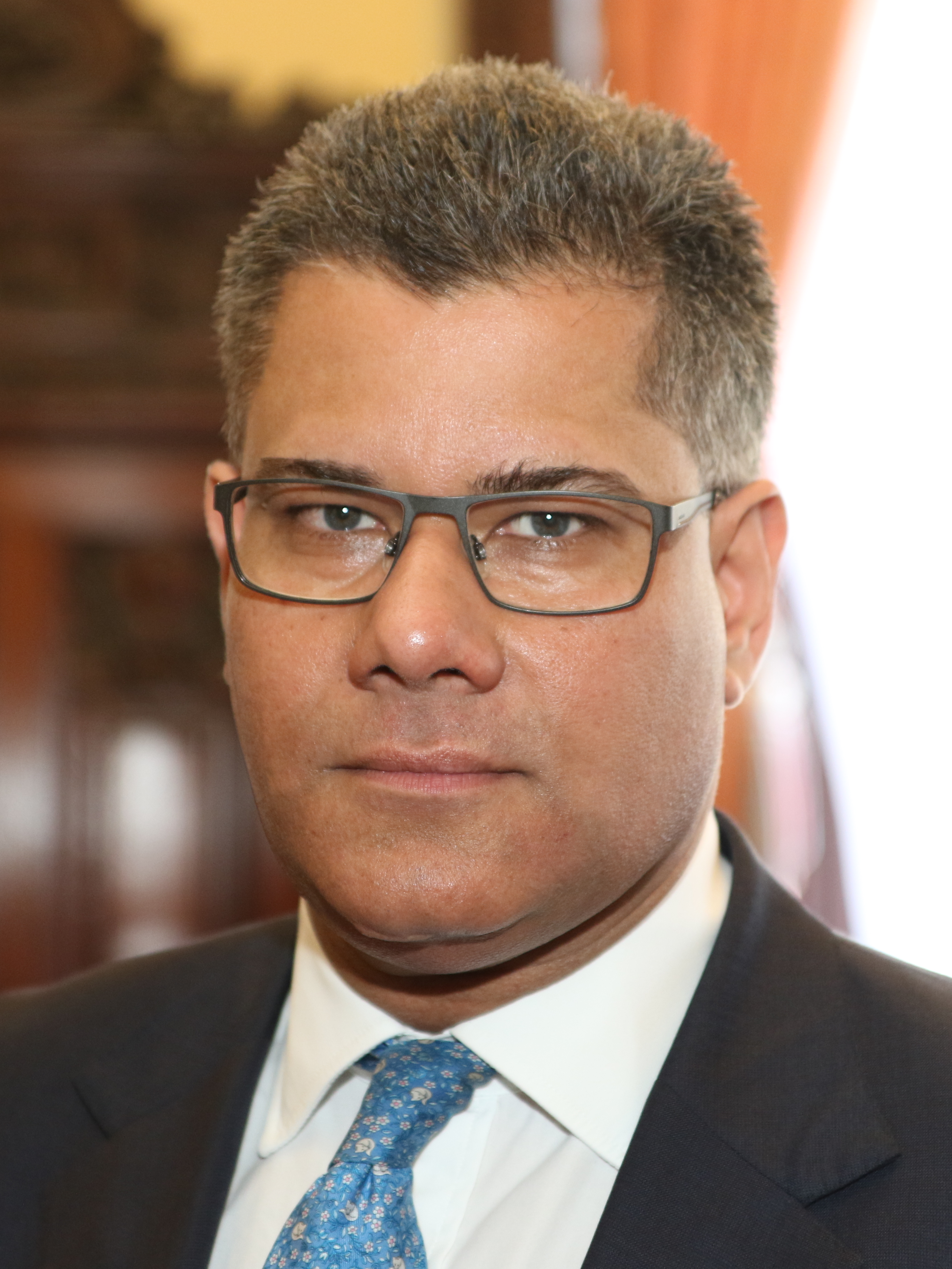
Alok Sharma, Presidente della COP26

In data 13 febbraio 2020 Alok Sharma, Segretario di Stato per gli affari economici, l'energia e la strategia industriale del Regno Unito, è stato nominato Presidente della COP26. In data 8 gennaio 2021 Sharma ha lasciato l'incarico di ministro ed è entrato nell'Ufficio di gabinetto per potersi concentrare a tempo pieno nel ruolo di presidente.
Precedentemente, in data 20 gennaio 2020, Nigel Topping era stato nominato Alto rappresentante per il clima del governo britannico in vista dei lavori preparatori della COP26. Nigel Topping era amministratore delegato di We Mean Business, consorzio di organizzazioni impegnate per il cambiamento climatico.
Mark Carney, dal 1º dicembre 2019 Inviato speciale delle Nazioni Unite per l'azione climatica e le finanze e Governatore della Banca d'Inghilterra sino al 15 marzo 2020, è stato nominato dal Governo britannico Consulente finanziario alla COP26.

## Meccanismo al rialzo
In base all'Accordo di Parigi i paesi hanno presentato i contributi determinati a livello nazionale (NDC), per ridurre le emissioni di gas serra rispetto a uno scenario di ricavi economici. Nell'ambito dell'Accordo di Parigi ogni paese avrebbe dovuto presentare contributi migliorati, determinati a livello nazionale ogni cinque anni, per rafforzare l'ambizione di mitigare il cambiamento climatico. L'Accordo di Parigi, firmato nel 2015 alla XXI Conferenza delle Parti dell'UNFCCC, prevedeva che la Conferenza del 2020 doveva essere la prima verifica del "meccanismo al rialzo".

## Rinvio
Inizialmente prevista dal 9 al 20 novembre 2020, la Conferenza delle Nazioni Unite sui cambiamenti climatici è stata rinviata, a causa della pandemia di Covid-19, dal 31 ottobre al 12 novembre 2021. I paesi ospitanti, Italia e Regno Unito, sono stati pesantemente colpiti dalla pandemia e la sede della conferenza, il SEC Centre di Glasgow, era stato convertito nell'aprile del 2020 in un ospedale COVID-19.
Il segretario dell'UNFCCC Patricia Espinosa ha twittato che «alla luce degli avvenimenti in corso, per gli effetti a livello mondiale del COVID-19, non è possibile organizzare una COP26 ambiziosa e inclusiva nel novembre 2020». Ha anche aggiunto che quando le economie ripartiranno, questa sarà un'opportunità di «modellare l'economia del 21º secolo in modi che siano puliti, ecologici, sani, giusti, sicuri e più resilienti». Le nuove date sono state annunciate il 28 maggio 2020.
Era già previsto che agli inizi del 2021 il Regno Unito e l'Italia avrebbero ospitato, rispettivamente, gli incontri intergovernativi del G7 e del G20.
Osservatori indipendenti hanno notato che, sebbene non direttamente correlato, il rinvio della COP26 ha dato alla comunità internazionale il tempo di attendere l'esito delle elezioni presidenziali negli Stati Uniti d'America, tenutesi il 3 novembre 2020.
Il presidente Donald Trump aveva deciso di ritirare gli Stati Uniti dall'Accordo di Parigi, sebbene non potesse entrare in vigore prima del 4 novembre 2020; mentre il suo sfidante democratico Joe Biden si è impegnato a rientrare immediatamente nell'Accordo di Parigi e a riprendere l'impegno di ridurre le emissioni dei gas serra.
Il 20 gennaio 2021, non appena insediato, il presidente Joe Biden ha reintegrato gli Stati Uniti nell'Accordo di Parigi.

## Sponsor
Per ridurre l'influenza delle società che sfruttano i combustibili fossili, il governo del Regno Unito ha deciso che gli sponsor «devono assumere impegni reali allo scopo di raggiungere le emissioni zero nel prossimo futuro».
I principali partner sono società britanniche: National Grid plc, NatWest Group, Scottish Power e SSE plc. In un secondo tempo sono stati comunicati gli altri sponsor: Sky UK, Unilever, GlaxoSmithKline, Sainsbury's, Hitachi, Microsoft e Reckitt Benckiser.

## Città ospitante
La sede della conferenza era stata stabilita presso il SEC Centre di Glasgow.
Gli otto consigli municipali dell'area metropolitana di Glasgow hanno preso l'impegno di piantare 18 milioni di alberi entro un decennio.
Il progetto Clyde Climate Forest (CCF) si propone di aumentare al 20% la copertura arborea nell'area di Glasgow.
Dal 4 giugno 2021, in vista della COP26 di novembre, viene proiettato l'orologio del clima, in forma di luce notturna, sul Tolbooth Steeple, torre dell'orologio a Glasgow Cross.
Secondo l'American Nuclear Society (ANS), Glasgow e la Scozia meridionale sono la zona a minori emissioni di carbonio del Regno Unito, in quanto il 71% dell'elettricità è fornita da energia nucleare prodotta dalle centrali di Torness e Hunterston B, il 16% dall'energia eolica e il 2% dall'energia solare.
A Glasgow sono state predisposte imponenti misure di sicurezza per fronteggiare le manifestazioni da parte del movimento Extinction Rebellion e altri movimenti di protesta. Si prevedeva che in tutto il mondo le marce di protesta avrebbero coinvolto oltre due milioni di persone.

## Obiettivi

### Mitigazione
Per limitare l'aumento della temperatura globale a 1,5 °C, previsto dall'Accordo di Parigi, è necessario dimezzare le emissioni nel prossimo decennio e azzerare le emissioni nette di carbonio entro la metà del secolo. I paesi che hanno sottoscritto l'Accordo di Parigi si sono impegnati ad aggiornare i Contributi determinati a livello nazionale (NDC); poiché il primo ciclo quinquennale si è concluso nel 2020, è necessario che i Paesi aggiornino i loro obiettivi per il 2030.
Pertanto è necessario:
- accelerare la transizione dal carbone all'energia pulita[31]
- proteggere e ripristinare la natura a beneficio delle persone e del clima[32]
- accelerare la transizione verso i veicoli a zero emissioni[33]

### Adattamento
Nel mondo esistono popolazioni che convivono con condizioni meteorologiche estreme, accentuate dal cambiamento del clima; pertanto al fine di sostenere le popolazioni più vulnerabili ai cambiamenti climatici è necessario:
- elaborare strategie per migliorare i sistemi di allerta precoce e costruire infrastrutture e produzioni agricole resilienti
- proteggere e ripristinare gli habitat e costruire difese naturali contro tempeste e inondazioni
- comunicare le iniziative in corso e i piani futuri di adattamento agli impatti dei cambiamenti climatici

### Finanza
La finanza internazionale per l'adattamento e la mitigazione ai cambiamenti climatici rientra tra i principali temi di negoziazione. L'Accordo di Parigi prevedeva finanziamenti di 100 miliardi di dollari USA all'anno, entro il 2020, a favore dei paesi in via di sviluppo.
Tuttavia i paesi più ricchi non hanno mantenuto gli impegni: secondo l'OCSE nel 2019 hanno limitato gli interventi a 79,6 miliardi mentre per gli Stati Uniti il presidente Biden ha promesso il raddoppio dei finanziamenti, comunque subordinati all'approvazione del Congresso.
È indispensabile sbloccare migliaia di miliardi di finanziamenti privati, necessari per raggiungere l'obiettivo di zero emissioni nette entro la metà del secolo.

### Collaborazione
L'obiettivo chiave del negoziato è finalizzare le regole necessarie per attuare l'accordo di Parigi e trasformare l'ambizione in azione.
A tale fine è necessario:
- trovare soluzione sui mercati del carbonio, creando un solido sistema di crediti di carbonio che supporti la transizione a zero emissioni nette;
- risolvere i problemi di trasparenza, mettendo in atto un sistema che incoraggi tutti i Paesi a mantenere i propri impegni;
- trovare un accordo che alimenti l'ambizione dei governi a limitare l'aumento delle temperature al di sotto di 1,5 °C.

## Verso Glasgow

### Youth4Climate: Driving Ambition

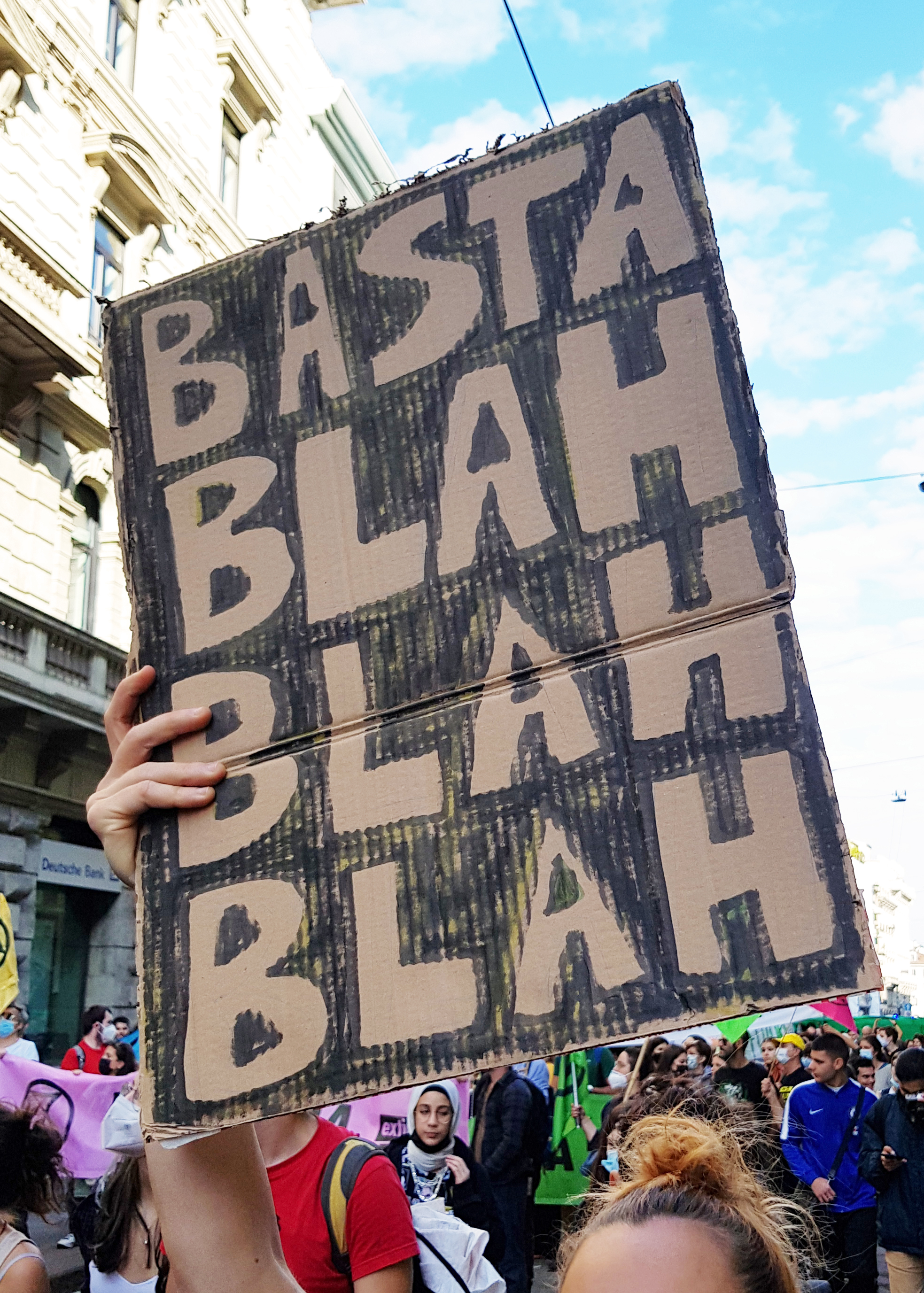
Cartello di protesta, che richiama il discorso di Greta Thunberg, usato durante la manifestazione del primo ottobre a Milano

Dal 28 al 30 settembre 2021, presso il Centro congressi MiCo di Milano, si è tenuta Youth4Climate: Driving Ambition, alla quale hanno partecipato 400 giovani di età compresa tra i 15 e i 29 anni in rappresentanza dei 197 paesi che aderiscono alla Convenzione Quadro delle Nazioni Unite sui cambiamenti climatici. 
I lavori sono stati introdotti dal ministro Roberto Cingolani. Molto seguiti gli interventi di Greta Thunberg («Dai leader mondiali sentiamo solo parole, bla bla bla. Le emissioni continuano ad aumentare. Possiamo invertire questa tendenza, ma serviranno soluzioni drastiche. E dato che non abbiamo soluzioni tecnologiche, vuol dire che dovremo cambiare noi.») e di Vanessa Nakate («L'Africa è responsabile solo del 3% delle emissioni globali ma gli africani subiscono gli impatti maggiori del cambiamento climatico.»).
I 400 giovani delegati sono stati suddivisi in quattro gruppi di lavoro, a loro volta ripartiti in sottogruppi:
1. Ambizione climatica. Favorire la partecipazione dei giovani nei processi decisionali, ai fini di contribuire all'aumento dell'ambizione climatica, ovvero mettere in atto azioni concrete per il raggiungimento degli obiettivi dell'Accordo di Parigi.
2. Ripresa sostenibile. Coniugare la ripresa economica dalla pandemia con l'attuazione degli obiettivi dall'Accordo di Parigi.
3. Coinvolgimento degli attori non statali. Ruolo svolto dagli attori non-governativi nella lotta al cambiamento climatico e nei settori che hanno un impatto nella vita quotidiana dei giovani.
4. Una società più consapevole delle sfide climatiche. Costruire una società più consapevole delle sfide climatiche.

I risultati dei quattro gruppi di lavoro sono stati sintetizzati in un documento, presentato giovedì 30 settembre, articolato in quattro punti:
1. Coinvolgimento dei giovani nelle decisioni contro il cambiamento climatico.
2. Transizione energetica sostenibile entro il 2030 e posti di lavoro dignitosi; aiuti ai paesi più poveri; sistema finanziario trasparente; turismo responsabile.
3. Obiettivo di zero emissioni per i soggetti privati e chiusura dell'industria dei combustibili fossili entro il 2030.
4. Impegno dei ministri dell'istruzione e dell'ambiente a favorire un sistema educativo sul cambiamento climatico.

Il Presidente del Consiglio Mario Draghi, a conclusione dei lavori ha affermato: «La vostra generazione è la più minacciata dai cambiamenti climatici. Avete ragione a chiedere una responsabilizzazione, a chiedere un cambiamento. La transizione ecologica non è una scelta, è una necessità. Abbiamo solo due possibilità: o affrontiamo adesso i costi di questa transizione o agiamo dopo, il che vorrebbe dire pagare il prezzo molto più alto di un disastro climatico. (...) Siamo consapevoli che dobbiamo fare di più, molto di più. Questo sarà l'obiettivo del Vertice a Roma che si terrà alla fine di ottobre. A livello di G20, vogliamo prendere un impegno per quanto riguarda l'obiettivo di contenere il riscaldamento globale al di sotto di 1,5 gradi. E vogliamo sviluppare strategie di lungo periodo che siano coerenti con questo obiettivo. (...) A volte il "bla bla bla" è solo un modo per nascondere la nostra incapacità di compiere azioni ma quando si portano avanti trasformazioni così grandi bisogna convincere le persone, spiegare che numeri, come l'aumento di 1,5 gradi, non sono qualcosa di creato ad arte ma forniti dalla scienza, e le persone di questo vanno convinte.»

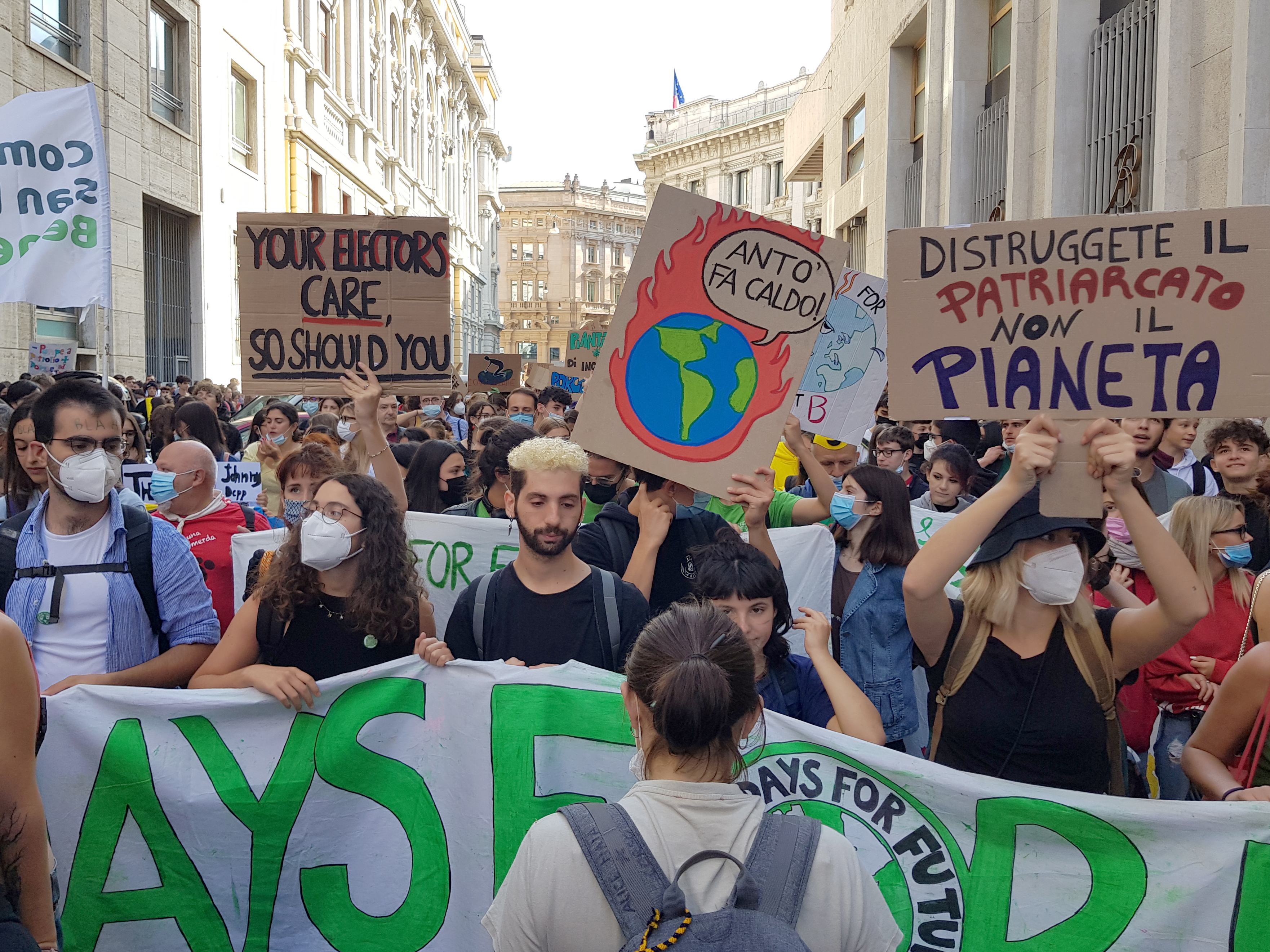
Corteo di protesta durante lo sciopero per il clima indetto dal movimento Fridays For Future il primo ottobre 2021 a Milano

Nella mattinata del 30 settembre il presidente Draghi aveva già incontrato, nella sede della Prefettura di Milano, Greta Thunberg, Vanessa Nakate e Martina Comparelli (portavoce italiana di Fridays for Future). 
Al termine dell'incontro il comunicato ufficiale di Palazzo Chigi confermava «l'impegno dell'Italia nella lotta ai cambiamenti climatici e nella riduzione delle emissioni inquinanti, sul piano nazionale, europeo ed internazionale». Per le tre attiviste «Draghi sa quello che diciamo ma bisogna fare. Vedremo al G20».
Terminati i lavori di Youth4Climate, venerdì 1º ottobre gli attivisti di Fridays for Future hanno organizzato il corteo di protesta Student Strike for Future nei pressi del Centro congressi MiCo. Martina Comparelli, portavoce italiana del movimento, ha dichiarato: «Oggi inizia la PreCop, il primo passo per quella che dovrebbe essere la Cop risolutiva. Ma solo pochi leader e alcuni stakeholders – le multinazionali del fossile in primis – stanno prendendo tutte le decisioni. Non solo: osservatori e movimenti non sono nemmeno stati ammessi».

### Pre-COP26
La COP26 è organizzata dal Regno Unito in partenariato con l'Italia, alla quale è stato affidato il compito di ospitare la Pre-COP, che si è tenuta dal 30 settembre al 2 ottobre 2021 presso il Centro congressi MiCo di Milano. I lavori sono avvenuti in presenza dei rappresentanti di 50 paesi aderenti all'UNFCCC, con interventi del vicepresidente della Commissione europea Frans Timmermans e dell'inviato speciale USA per il clima John Kerry.
Nella conferenza stampa conclusiva il presidente della COP 26 Alok Shama e il ministro Roberto Cingolani hanno illustrato i punti salienti da portare alla COP26 di Glasgow:
- maggiore impegno per mantenere il riscaldamento globale sotto 1,5 °C;
- aumentare i contributi determinati a livello nazionale (NDC);
- garantire il fondo da 100 miliardi di dollari ai paesi in via di sviluppo;
- proseguire con il regolamento attuativo (Rulebook) per l'esecuzione dell'Accordo di Parigi;
- disincentivare qualsiasi investimento in ricerche per i combustibili fossili.

### Conferenza della gioventù
La 16ª Conferenza della gioventù (Conference of Youth) o COY16, si è tenuta a Glasgow dal 28 al 31 ottobre 2021. Hanno partecipato i giovani provenienti da 140 paesi per discutere:
- limitare il riscaldamento globale a 1,5 ºC;
- impegnarsi nei finanziamenti necessari ai paesi in via di sviluppo per aiutare a riparare le perdite e i danni già subiti dai cambiamenti climatici;
- fermare la distruzione dell'ambiente naturale.

Al termine dei lavori è stato presentato il documento The Global Youth Statement, consegnato al presidente della COP26 Alok Sharma.

## G20 del 2021

Logo del G20 2021

Dall'8 all'11 luglio 2021 si è tenuta la riunione dei Ministri delle Finanze e dei Governatori delle Banche Centrali del G20. La Conferenza internazionale sul cambiamento climatico (International Conference on Climate Change) verteva sulle politiche necessarie alla decarbonizzazione e sul ruolo dei mercati finanziari nel gestire rischi e opportunità della transizione. Il Simposio ad alto livello sulla politica fiscale (High Level Tax Symposium) ha affrontato il ruolo della politica fiscale nel sostenere e promuovere la transizione verso un'economia più verde e sostenibile.
Il 22-23 luglio 2021 si è tenuto a Napoli la Riunione dei Ministri dell'Energia e del Clima del G20 (G20 Climate and Energy Ministers' Meeting), al termine del quale, pur confermando gli obiettivi dell'Accordo di Parigi, è stato deciso di rinviare ogni decisione al vertice che si terrà a Roma il 30 e 31 ottobre 2021.
Il vertice del G20 si è tenuto a Roma il 30 e 31 ottobre 2021. Ha aperto i lavori Mario Draghi, presidente di turno del G20 («Il multilateralismo è la migliore risposta ai problemi che affrontiamo oggi. Per molti versi, è l'unica soluzione possibile.») Nel corso del vertice molti sono stati gli interventi, tra i quali quello di Carlo, principe del Galles con un discorso concentrato sulla salute del pianeta e delle persone che lo abitano e sulla salute e la felicità delle future generazioni.
I partecipanti al G20 di Roma hanno approvato la Dichiarazione dei leader che si compone di 61 punti, tra i quali quelli ambientali:
- Sviluppo sostenibile. Nonostante l'impatto negativo dovuto al COVID-19 vengono confermati gli obiettivi di sviluppo sostenibile, OSS (Sustainable Development Goals, SDG), conosciuti anche come Agenda 2030 (punto 9. della Dichiarazione).
- Sostegno ai paesi vulnerabili. Apprezzamento per i recenti impegni per 45 miliardi di dollari, ulteriore passo verso l'obiettivo di «100 miliardi di dollari di contributi volontari», a favore dei paesi più bisognosi (punto 10. della Dichiarazione).
- Sicurezza alimentare, nutrizione, agricoltura e sistemi alimentari. Impegno a raggiungere la sicurezza alimentare e un'alimentazione adeguata per tutti; a promuovere un sistema alimentare sostenibile, resiliente e inclusivo; a sradicare la povertà e garantire la sostenibilità; affrontare le sfide globali interconnesse del cambiamento climatico e della perdita di biodiversità; come sostenuto dalla Dichiarazione di Matera[64] (punto 15. della Dichiarazione).
- Ambiente. Impegno a rafforzare le azioni per arrestare e invertire la perdita di biodiversità entro il 2030; invito alle parti che hanno sottoscritto la Convenzione sulla diversità biologica (Convention on Biological Diversity, CBD) ad adottare un approccio ambizioso, equilibrato, pratico, efficace, solido e trasformativo; sostegno all'azione dell'ONU per il ripristino dell'ecosistema nel decennio 2021-2030[65]; riduzione del 50% di terreni degradati entro il 2040 su base volontaria; sostegno del progetto ONU per raggiungere la neutralità del degrado del suolo (Land Degradation Neutrality, LDN) entro il 2030[66]; sostegno alla dichiarazione Leaders' Pledge for Nature, conseguente al vertice ONU sulla biodiversità del 30 settembre 2020[67], per assicurare che almeno il 30% del territorio globale e almeno il 30% degli oceani e dei mari siano conservati o protetti entro il 2030; sostenere gli sforzi per garantire la conservazione, protezione e uso sostenibile delle risorse naturali; adottare misure concrete contro la pesca eccessiva, la pesca illegale, il disboscamento illegale, l'estrazione illegale, il commercio illegale di animali selvatici, la movimentazione illegale e lo smaltimento di rifiuti e sostanze pericolose (punto 16. della Dichiarazione). Impegno a condividere l'innovazione e le migliori pratiche per supportare la gestione integrata delle risorse idriche (punto 17. della Dichiarazione). Impegno a intensificare le azioni per conservare, proteggere, ripristinare e utilizzare in modo sostenibile la biodiversità marina; ribadire l'impegno per il Global Coral Reef R&D Accelerator Platform, deciso nel G20 del 2020[68]; sostenere gli impegni della Convenzione delle Nazioni Unite sul diritto del mare, (United Nations Convention on the Law of the Sea, UNCLOS) sulla conservazione e l'uso sostenibile della biodiversità marina nelle aree al di fuori della giurisdizione nazionale; pieno sostegno al Trattato Antartico (Antarctic Treaty System, ATS), alla Convenzione per la protezione delle risorse marine viventi in Antartide (Convention on the Conservation of Antarctic Marine Living Resources, CCAMLR) e alle aree marine protette (Marine protected areas, MPA); impegno a vietare i sussidi che contribuiscono alla pesca eccessiva, in linea con gli Obiettivi di sviluppo sostenibile; impegno a ridurre la quantità di rifiuti in plastica negli oceani, in linea con l'Osaka Blue Ocean Vision deliberato nel G20 del 2019[69] sulla base delle iniziative condotte, tra l'altro, dall'Assemblea per l'ambiente delle Nazioni Unite (United Nations Environment Assembly, UNEA) (punto 18. della Dichiarazione). Consapevoli dell'urgenza di combattere il degrado del suolo e di creare nuovi serbatoi di carbonio, i partecipanti del G20 condividono l'obiettivo ambizioso di «piantare collettivamente 1 000 miliardi di alberi», concentrando gli sforzi sugli ecosistemi più degradati del pianeta e sollecitano gòi altri paesi a unire le forze con il G20 per raggiungere questo obiettivo globale entro il 2030, anche con il coinvolgimento del settore privato e civile della società (punto 19. della Dichiarazione).
- Città ed economia circolare. Impegno ad aumentare l'efficienza delle risorse, anche attraverso il Resource Efficiency Dialogue del G20[70] riconoscendo l'importanza delle città, come sottolineato dalla Conferenza ONU Habitat III[71]; impegno a rafforzare la sostenibilità dei modelli di consumo, produzione, gestione e riduzione delle emissioni, anche mediante l'economia circolare e le azioni locali per la mitigazione del clima; sostegno alle città intermedie per soluzioni integrate e pianificazione urbana inclusiva, transizione verso l'energia pulita e sostenibile, e mobilità sostenibile per tutti, migliorare la gestione dei rifiuti, promuovere l'autoconsapevolezza e il lavoro dignitoso per donne, giovani, migranti e rifugiati; assistenza a disabili e anziani; sostenibilità della produzione del cibo; equo accesso alle innovazioni digitali. Il partenariato con la Coalition for Disaster Resilient Infrastructure (CDRI)[72] potrebbe agevolare questo programma (punto 20. della Dichiarazione).
- Energia e clima. Conferma dell'obiettivo dell'Accordo di Parigi di «contenere l'aumento della temperatura media globale al di sotto dei 2 °C e limitarla a 1,5 °C al di sopra dei livelli dell'era preindustriale», anche come mezzo per consentire il raggiungimento dell'Agenda 2030 (punto 21. della Dichiarazione). Perseguire gli obiettivi dell'Accordo di Parigi, seguendo le valutazioni dell'IPCC, per arrivare alle emissioni zero dei gas serra «entro o intorno alla metà del secolo». I paesi membri del G20 possono contribuire in modo significativo alla riduzione delle emissioni globali e si impegnano di intraprendere ulteriori azioni nel decennio in corso e per formulare, implementare, aggiornare e migliorare, ove necessario, i Contributi determinati a livello nazionale (Nationally Determined Contributions, NDC) per il 2030, e formulare strategie a lungo termine che stabiliscano percorsi chiari e coerenti con il raggiungimento dell'equilibrio tra emissioni antropiche e rimozione dai serbatoi di carbonio entro o intorno alla metà del secolo, tenendo conto di diversi approcci, tra cui l'economia circolare del carbonio (Circular Carbon Economy, CCE), sviluppi economici, economici, tecnologici e di mercato e promuovere le soluzioni più efficienti. Riconosciamo gli sforzi compiuti fino ad oggi, compreso lo zero netto e gli impegni per la neutralità carbonica (punto 23. della Dichiarazione). Collaborazione con l'Agenzia internazionale dell'energia nelle azioni di Sustainable Recovery Tracker[73]; garantire l'accesso all'energia pulita per tutti, incentivare la ricerca e sviluppo e il trasferimento di tecnologia a condizioni concordate (punto 24. della Dichiarazione). Gli impatti del cambiamento climatico colpiscono tutti i paesi del mondo, in particolare i più poveri e vulnerabili; i leader del G20 confermano l'impegno assunto dai paesi sviluppati di «mobilitare complessivamente 100 miliardi di dollari all'anno» a partire dal 2020 e sino al 2025 per rispondere alle esigenze dei paesi in via di sviluppo; prendono nota che l'obiettivo previsto nel Climate Finance Delivery Plan, redatto sulla base delle stime dell'OCSE, sarà raggiunto entro il 2023[74]; ricordato che uno obiettivi dell'Accordo di Parigi è rendere i flussi finanziari coerenti con un percorso verso basse emissioni di gas serra, incoraggiamo le istituzioni finanziarie internazionali, comprese le banche multilaterali di sviluppo (Multilateral development bank, MDB)[75], di intensificare gli sforzi per perseguire gli scopi previsti dall'accordo di Parigi (punto 25. della Dichiarazione). Le emissioni di metano rappresentano un contributo significativo del cambiamento climatico e riconoscere che la sua riduzione può essere uno dei modi più rapidi, più fattibili e più convenienti per limitare il cambiamento climatico e i suoi effetti; accogliamo con favore l'istituzione dell'Osservatorio internazionale delle emissioni di metano (International Methane Emissions Observatory, IMEO)[76] (punto 26. della Dichiarazione). Il G20, in collaborazione con il Forum internazionale dell'energia (International Energy Forum, IEF)[77], faciliterà un dialogo tra produttori e consumatori per rafforzare efficienza, trasparenza e stabilità dei mercati energetici; incentiva il ruolo della digitalizzazione per migliorare la sicurezza energetica e stabilità del mercato attraverso una migliore pianificazione energetica, garantendo nel contempo la sicurezza dei sistemi energetici contro i rischi di attacchi, anche attraverso l'uso doloso delle tecnologie dell'informazione e della comunicazione (ICT) (punto 29. della Dichiarazione).
- Finanza sostenibile. La finanza sostenibile è fondamentale per promuovere transizioni ordinate e giuste verso economie verdi e più sostenibili e società inclusive, in linea con l'Agenda 2030 per lo sviluppo sostenibile e l'Accordo di Parigi. Il G20 appoggia la costituzione del Gruppo di lavoro per la finanza sostenibile (Sustainable Finance Working Group, SFWG)[78] che ha predisposto la Roadmap per la finanza sostenibile (Sustainable Finance Roadmap) e il Rapporto di sintesi (Synthesis Report); la Roadmap è un documento pluriennale che guiderà l'agenda del G20 su clima e sostenibilità. Il G20 sostiene il Consiglio per la stabilità finanziaria (Financial Stability Board, FSB), che monitora i rischi finanziari derivanti dal cambiamento climatico e redige delle raccomandazioni sul sistema finanziario internazionale; sostiene la Fondazione IFRS (International Financial Reporting Standards Foundation), che emana i principi contabili internazionali e fisserà gli standard di divulgazione delle informazioni finanziariamente rilevanti sulla sostenibilità[79] (punto 31. della Dichiarazione).

## UN Climate Change Conference UK 2021
A partecipare alla COP26 erano previsti 25 000 delegati in rappresentanza dei 197 paesi che hanno sottoscritto l'Accordo di Parigi.
La società di trasporto ferroviario Avanti West Coast, compartecipata da Trenitalia, ha organizzato il treno speciale Climate Train COP26 dalla Stazione di London Euston per il trasferimento di delegati italiani, britannici ed europei.
Il 31 ottobre 2021, mentre i lavori del G20 di Roma erano ancora in corso, a Glasgow veniva aperta la COP26. A fare gli onori di casa Alok Sharma, presidente della Cop26. Accanto a lui Patricia Espinosa, segretaria esecutiva della Convenzione quadro delle Nazioni Unite sui cambiamenti climatici (UNFCCC), Hoesung Lee, presidente del Gruppo intergovernativo sul cambiamento climatico (IPCC) e India Logan-Riley, attivista maori, in rappresentanza delle popolazioni indigene.
La COP26 era appena iniziata e già esplodevano le prime polemiche: nel giro di poche ore convergevano su Glasgow 400 jet, tra voli di stato e voli privati, che hanno prodotto, secondo il Daily Mail, 13 000 tonnellate di CO2.

### Vertice dei leader
Il 1º e 2 novembre si è tenuto il vertice dei capi di Stato e di governo (World Leaders Summit) ma non tutti erano presenti.
Il presidente Xi Jinping, che non esce dalla Cina dal gennaio del 2020, non potendo collegarsi via video ha inviato un messaggio scritto; la delegazione cinese era guidata da Xie Zhenhua, inviato speciale per il clima.
Il presidente russo Vladimir Putin, che non esce dalla Russia per l'emergenza COVID-19, ha inviato un messaggio video.
Il presidente brasiliano Jair Bolsonaro dopo il G20 di Roma è rimasto in Italia.
Il presidente turco Recep Tayyip Erdoğan dopo il G20 di Roma è tornato in Turchia, adducendo misure di sicurezza insufficienti.
Il presidente sudafricano Cyril Ramaphosa ha disertato la COP26, come in precedenza il G20 di Roma, per seguire le elezioni municipali del suo paese. Il presidente messicano Andrés Manuel López Obrador ha disertato la COP26, come in precedenza il G20 di Roma, per l'emergenza COVID-19.
Ha aperto il vertice dei leader il primo ministro britannico Boris Johnson, in rappresentanza del paese ospitante, con un allarme: «L'umanità ha da tempo superato l'orologio del cambiamento climatico. Manca un minuto alla mezzanotte sull'orologio dell'apocalisse e dobbiamo agire ora».

Mia Mottley, primo ministro di Barbados, in rappresentanza dei paesi che rischiano di rimanere sommersi dall'innalzamento dei mari, ha dichiarato che un innalzamento delle temperature di 2 gradi sarebbe una «condanna a morte», che servono 500 miliardi di dollari di diritti speciali di prelievo all'anno per 20 anni, «se 500 miliardi vi sembrano tanti è solo il 2% di quanto speso per il quantitative easing».

Sir David Attenborough, nominato "rappresentante dei cittadini presso la COP26", ha affermato, con ottimismo, che gli esseri umani sono «i più grandi risolutori di problemi che siano mai esistiti sulla Terra», concludendo «Nella mia vita ho assistito a un terribile declino. Nella tua potresti e dovresti assistere a una meravigliosa guarigione».

Il primo ministro indiano Narendra Modi ha dichiarato che «l'India raggiungerà l'obiettivo di emissioni zero entro il 2070», promettendo che la produzione di energia da fonti rinnovabili sarà di 500 GW entro il 2030. È stato fatto notare che le affermazioni di Modi, in contrasto con quanto sottoscritto il giorno precedente al G20 di Roma, assumono un particolare valore simbolico proprio perché sostenute nell'ex paese colonizzatore.
Al termine della prima giornata è stato diffuso il videomessaggio della regina Elisabetta II, consigliata di non muoversi da Buckingham Palace: «Nessuno di noi sottovaluta le sfide che ci attendono: ma la storia ha dimostrato che quando le nazioni si uniscono per una causa comune, c'è sempre spazio per la speranza».

### Deforestazione
Il 2 novembre i leader convenuti a Glasgow hanno sottoscritto la Dichiarazione sulle foreste e l'uso del suolo (Declaration on Forests and Land Use), con la quale si impegnano a fermare e invertire la deforestazione e il degrado del suolo entro il 2030. Alla data del 12 novembre la Dichiarazione era stata sottoscritta da 141 paesi, che corrispondono al 90,94% delle foreste globali.
Contestualmente Unione europea, Regno Unito, Norvegia, Giappone, Corea del Sud, Canada e Stati Uniti hanno sottoscritto l'Impegno finanziario globale per le foreste (Global Forest Finance Pledge, GFFP), con il quale finanzieranno per 12 miliardi di dollari nel periodo 2021-2025 la protezione, il ripristino e la gestione sostenibile delle foreste. La presidente della Commissione europea Ursula von der Leyen ha dichiarato che l'Unione europea contribuirà per 1 miliardo di euro, di cui 250 milioni destinati al bacino del fiume Congo, seconda foresta pluviale tropicale del mondo.

### Agricoltura
Alla COP26 è stato presentato il documento Foreste, agricoltura e commercio di materie prime (Forests, Agriculture and Commodity Trade, FACT), sottoscritto da 28 paesi, sostenuto da Tropical Forest Alliance (TFA), e che affronta quattro aree tematiche:
1. Commercio e sviluppo del mercato. Garantire e aumentare la quota di mercato per i prodotti agricoli coltivati in modo sostenibile garantendo i posti di lavoro.
2. Sostegno ai piccoli proprietari. Man mano che i mercati si orientano verso standard ambientali più elevati, i piccoli proprietari terrieri corrono il rischio di restare esclusi se non otterranno adeguati finanziamenti, anche con misure di sostegno nazionali, partenariati pubblico-privato, finanziamenti privati e aiuti pubblici allo sviluppo (Official development assistance, ODA).
3. Tracciabilità e trasparenza. Tracciabilità e trasparenza sono fondamentali per sostenere le leggi nazionali e il loro rispetto a sostegno delle produzioni sostenibili, per garantire l'approvvigionamento sostenibile dei prodotti agricoli, per la garanzia e la certificazione dei prodotti.
4. Ricerca, sviluppo e innovazione. Migliorare e intensificare della produttività in modo sostenibile per soddisfare la domanda di prodotti agricoli e forestali, ridurre al minimo la superficie necessaria per coltivarli; bilanciare la produzione con la protezione paesaggistica, diffondere le conoscenze a sostegno del commercio e dello sviluppo dei mercati.

A tale scopo è necessario ridurre al minimo l'occupazione del territorio, anche attraverso One CGIAR, l'Agriculture Innovation Mission for Climate (AIM4C), la Global Research Alliance on Agricultural Greenhouse Gases (GRA), gli istituti di ricerca globali, regionali e nazionali e la coalizione degli Stati a sostegno della Global Action Agenda on Innovation in Agriculture.

### Alleanza energetica globale
Il 2 novembre Bezos Earth Fund, Ikea Foundation e Fondazione Rockefeller hanno presentato la Global Energy Alliance for People and Planet (GEAPP) con un impegno iniziale di 10 miliardi di dollari nella speranza di arrivare a 100 miliardi tra capitali pubblici e capitali privati. L'Alleanza ha lo scopo di raggiungere un miliardo di persone con energie pulite e rinnovabili entro il 2030, prevenire ed evitare 4 miliardi di emissioni di CO2, 150 milioni di posti di lavoro in attività sostenibili.
All'Alleanza hanno aderito: Banca africana di sviluppo, Asian Development Bank, Banca europea per gli investimenti (BEI), Banca Interamericana di Sviluppo, Società finanziaria internazionale, Cdc Group del governo britannico, United States International Development Finance Corporation, Banca Mondiale, nonché i governi del Regno Unito, dell'Italia (che partecipa per la cifra simbolica di 10 milioni di euro) e della Danimarca.

### Metano
L'Impegno globale sul metano (Global Methane Pledge), su proposta di Stati Uniti e Unione europea e sottoscritto da 105 paesi, consiste nell'impegno di ridurre le emissioni di gas metano del 30% entro il 2030, rispetto ai livelli del 2020. La presidente Ursula von der Leyen ha puntualizzato che «Circa il 30% del riscaldamento globale dalla rivoluzione industriale è dovuto alle emissioni di metano. Il metano sta causando un riscaldamento globale 80 volte maggiore della CO2. [...] se manteniamo questo impegno, possiamo prevenire oltre 200 000 morti premature. Possiamo prevenire centinaia di migliaia di visite al pronto soccorso legate all'asma e oltre 20 milioni di tonnellate di perdite di raccolti all'anno riducendo l'inquinamento da ozono a livello del suolo».
Non hanno aderito all'accordo Australia, Cina, Russia, India e Iran.

### Finanza
Rishi Sunak, Cancelliere dello Scacchiere del Regno Unito, ha affermato la necessità di maggiori investimenti pubblici, ha ricordato che il Fondo Monetario Internazionale ha stanziato 650 miliardi di dollari in diritti speciali di prelievo, e confermato l'impegno di versare 500 miliardi di dollari ai paesi in via di sviluppo entro il 2025.
Mark Carney, inviato speciale Onu per il clima e la finanza, ha mobilitato circa 500 società finanziarie private, il Glasgow Financial Alliance for Net Zero (GFANZ), con un patrimonio di oltre 130 mila miliardi di dollari, come contributo dei capitali privati per arrivare a emissioni zero entro il 2050, passando per un calo del 25% entro il 2025 e del 50% entro il 2030.
Kristalina Georgieva, direttrice del Fondo Monetario Internazionale, si è detta favorevole a una carbon tax di 65 dollari per tonnellata e che gli investimenti in tecnologie sostenibili può creare 30 milioni di posti di lavoro e una crescita del PIL mondiale del 2%.
Stati Uniti, Regno Unito, Francia, Germania e Unione europea hanno sottoscritto un impegno finanziario che prevede 8,5 miliardi di dollari per la transizione energetica del Sudafrica e consentirà di prevenire 1-1,5 gigatonnellate di emissioni per i prossimi 20 anni.

### Energia
Il 4 novembre, giornata dedicata alle tematiche dell'energia, Patricia Espinosa, segretaria esecutiva dell'UNFCCC, ha presentato il rapporto 10 New Insights in Climate Science, nel quale si afferma che «stabilizzare il riscaldamento a 1,5 °C è ancora possibile ma è necessaria un'azione globale immediata e drastica».
Contestualmente il sito Climate Resource ha pubblicato uno studio che analizza le attuali tendenze, portando il riscaldamento globale entro la fine del secolo a 1,9 °C rispetto ai livelli preindustriali, ancora lontano dall'obiettivo di 1,5 °C ma lievemente migliorato rispetto ai precedenti studi.
Hoesung Lee, presidente dell'IPCC, ha illustrato il rapporto Cambiamenti Climatici 2021 – La basi fisico-scientifiche preparato dal Primo gruppo di lavoro, quale parte del Sesto Rapporto IPCC,. Hoesun Lee ha affermato che i cambiamenti climatici «non risparmiano nessuna parte del pianeta. [...] Non si torna indietro [...] tuttavia alcuni di questi cambiamenti potrebbero essere limitati e altri potrebbero essere fermati. A meno che non ci siano riduzioni immediate, rapide e su larga scala delle emissioni di gas serra, limitare il riscaldamento a 1,5 °C e persino a 2 °C sarà oltre la nostra portata. Per limitare il riscaldamento globale sono necessarie riduzioni rapide e sostenute di CO₂, del metano e altri gas serra. Ciò non solo ridurrebbe le conseguenze del cambiamento climatico, ma migliorerebbe anche la qualità dell'aria».
L'11 novembre Danimarca e Costa Rica hanno presentato il progetto Beyond Oil and Gas Alliance (BOGA), coalizione internazionale di governi (8 paesi membri, 3 paesi associali e l'Italia in qualità di "amico") e parti interessate, per facilitare l'eliminazione graduale della produzione di petrolio e gas, con lo scopo di portare il tema nei consessi internazionali sul clima, mobilitare azioni e impegni e creare una comunità internazionale di pratica per questo obiettivo, «in linea con l'Accordo di Parigi e gli obiettivi nazionali di neutralità climatica», secondo quanto dichiarato dal ministro Cingolani.

### Carbone
«Consegnare il carbone alla storia», aveva detto Alok Sharma, e il 4 novembre, giornata dedicata alle tematiche dell'energia, è stata presentata la "Dichiarazione per la transizione globale dal carbone all'energia pulita" (Global Coal to Clean Power Transition Statement), contenente l'impegno ad «accelerare la transizione dalla produzione di energia a carbone» e a «garantire l'accesso a un'energia economica, affidabile, sostenibile e moderna per tutti entro il 2030 (SDG7)» per i paesi più sviluppati ed entro il 2040 per i paesi più poveri. La Dichiarazione è stata sottoscritta da 77 tra Stati e Organizzazioni, mentre non hanno firmato: Cina, Russia, Australia, India, Giappone, Stati Uniti e Bangladesh.
È stata presentata anche la "Dichiarazione sul sostegno pubblico internazionale alla transizione verso l'energia pulita" (Statement on International Public Support for the Clean Energy Transition) con lo scopo di eliminare i combustibili fossili e di cessare di finanziare i progetti relativi ai combustibili fossili entro la fine del 2022. La Dichiarazione è stata sottoscritta da 39 tra Stati e Organizzazioni, mentre non hanno firmato: Cina, Russia, Australia, India, Giappone e Bangladesh.

### I giovani
I ministri dell'Istruzione e dell'Ambiente, in collaborazione con YOUNGO (movimento dei giovani riconosciuto dall'UNFCCC), hanno presentato il documento Co-Chairs conclusions of Education and Environment Ministers Summit at COP26 (Conclusioni dei copresidenti del vertice dei ministri dell'Istruzione e dell'Ambiente alla COP26). I firmatari riconoscono, per la sostenibilità e il cambiamento climatico, che l'istruzione può fornire a tutti le conoscenze per combattere il cambiamento climatico; l'importanza della formazione degli insegnanti, della formazione professionale, delle attività extrascolastiche, della collaborazione tra i ministeri; l'impegno nei confronti dell'istruzione e dell'apprendimento nell'ambito degli sforzi di adattamento, compresi i Piani nazionali di adattamento (PAN) e le misure di Riduzione del rischio di catastrofi (DRR). L'impegno sarà rivisto prima della COP27.
Alla COP26 il ministro Cingolani ha illustrato il documento elaborato nelle riunioni di Youth4Climate a Milano, segnalando «che il viaggio di Youth4Climate non finirà qui. Vogliamo trasformare questa esperienza in una piattaforma permanente e stabile per facilitare il coinvolgimento dei giovani di tutto il mondo. [...] Noi lo chiamiamo Youth4Climate Forever».

### Oceani e acqua
Gli oceani assorbono più di un quarto delle emissioni di CO₂; per garantire che lo facciano ancora entro il 2050, la COP26 deve segnare un punto di svolta che riconosca la necessità di rendere gli oceani una delle principali fonti di energia pulita e di adottare pratiche intelligenti per il clima nell'industria alimentare acquatica, secondo l'azione per il clima del Partenariato di Marrakech per gli oceani e le zone costiere.
Nella giornata dedicata agli oceani sono state presentate tre dichiarazioni:
- Global Blue New Deal, che ha lo scopo riconoscere il ruolo cruciale svolto dagli oceani nella regolazione del clima, nel fornire cibo, ossigeno e servizi agli ecosistemi; l'economia oceanica, che vale 3 000 miliardi di dollari supporta mezzi di sussistenza a oltre 250 milioni di persone;[133]
- Ocean for Climate Declaration, con il quale più di 100 attori del settore pubblico e privato, locali e internazionali, invitano i Governi e le imprese a potenziare le soluzioni e le azioni per il clima basate sugli oceani.[134]
- Because the Ocean Initiative, sottoscritta da 16 paesi che si impegnano a contrastare le emissioni dei trasporti marittimi, a sviluppare energie oceaniche rinnovabili pulite e a sostenere un maggiore sostegno pubblico e privato per gli oceani.[135]

Il Global Funds for Coral Reefs riceverà ulteriori fondi per 145 milioni di dollari, di cui 125 milioni dal Fondo verde per il clima delle Nazioni Unite, come aiuto ai piccoli stati insulari per proteggere e ripristinare le barriere coralline, per costruire la resilienza costiera e per l'adattamento agli impatti dei cambiamenti climatici.
Istituzioni finanziarie pubbliche e private hanno impegnato quasi 13 milioni di dollari di nuovi investimenti nella Ocean Risk and Resilience Action Alliance (ORRAA), che apre la strada a prodotti finanziari e assicurativi che incentivano gli investimenti in soluzioni basate sulla natura nelle aree costiere e marine.
International Water Association, Aguas Andinas e Carbon Disclosure Project (CDP) hanno insieme lanciato una nuova iniziativa «50 to 1 billion», nella quale le 50 maggiori società di servizi idrici accelereranno i lavori per forniture idriche e servizi per le acque reflue a oltre 1,2 miliardi di persone entro il 2030.
È stato presentato il programma Resilient Water Accelerator di WaterAid con l'obiettivo di migliorare la sicurezza idrica in 30 delle località più colpite del mondo entro il 2030.
Urban Water Resilience Initiative svilupperà piani d'azione idrica in 25 città africane.
Network for Greening the Financial System e CDP verificheranno come la trasparenza può spostare il sistema finanziario globale verso un mondo sicuro e resiliente per l'acqua e annunciano il primo meccanismo di divulgazione per catalizzare questo cambiamento.
L'America Latina e i Caraibi riceveranno i primi blue bond dalla Banca Interamericana di Sviluppo, per un importo di 50 milioni di dollari australiani, per
«garantire a tutti l'accessibilità e la gestione sostenibile dell'acqua e dei servizi igienico-sanitari» previsti dall'Obiettivo 6 dello sviluppo sostenibile definito dalle Nazioni Unite.

### Parità di genere
Nel Gender Day i lavori della COP 26 si sono concentrati sugli impatti climatici subiti da donne e ragazze in tutto il mondo. “Il cambiamento climatico è sessista”, ha affermato martedì un funzionario del governo degli Stati Uniti. 
Secondo l'UNFCC, il 70% delle persone povere che vivono con meno di 1 dollaro al giorno sono donne, tra il 75 e l'80% dei 27 milioni di profughi al mondo sono donne e bambini.
Nell'Africa centrale, dove è scomparso sino al 90% del Lago Ciad, le donne sono costrette a percorrere chilometri a piedi per attingere ai pozzi.
A causa del maremoto che il 26 dicembre 2004 ha colpito le coste dell'Oceano Indiano tra le vittime le donne e i bambini erano in proporzione di tre a uno rispetto alla popolazione maschile adulta.
Nel 2005 l'Uragano Katrina, che ha colpito la Louisiana, oltre metà dei nuclei familiari poveri era costituito da madri single.
Il Primo ministro sozzese Nicola Sturgeon ha annunciato ulteriori azioni per affrontare gli impatti di genere dei cambiamenti climatici: consentire a donne e ragazze di condurre una giusta transizione verso un'economia sostenibile; incrementare l'accesso ai finanziamenti per soluzioni climatiche che promuovano la parità di genere; costruire la resilienza di donne e ragazze agli impatti climatici, ai rischi di catastrofi, a perdite e danni.
Catherine McKenna, ex ministro canadese dell'ambiente e del cambiamento climatico, ha presentato il movimento Women Leading on Climate,  che si occupa dei contributi delle donne contro il cambiamento climatico.

### Innovazione e industria
Alla COP26 è stata presentata una nuova iniziativa, l'Alleanza per la ricerca sull'adattamento (Adaptation Research Alliance, ARA), formata da oltre 100 organizzazioni di 35 paesi, che catalizzerà e amplierà gli investimenti nella ricerca e nell'innovazione a favore delle comunità più vulnerabili ai cambiamenti climatici.
La Fashion Industry Charter for Climate Action, 125 aziende dell'industria della moda, lanciata alla COP24 di Katowice, ha aumentato gli obiettivi: dimezzare le emissioni entro il 2030.
I Governi di Regno Unito, India, Germania, Emirati Arabi Uniti e Canada hanno presentato l'Industrial Deep Decarbonization Initiative (IDDI), aderente all'UNIDO, impegnandosi a comprare acciaio e cemento a basso tenore di carbonio.

### Riscaldamento globale
Le ultime previsioni indicano che il pianeta è ancora lontano dagli obiettivi fissati con l'Accordo di Parigi. Il Climate Action Tracker sostiene che con le politiche attuali il riscaldamento globale salirà di 2,7 °C entro il 2100 rispetto ai livelli preindustriali, oppure di 2,4 °C se venissero rispettati gli impegni presi per il 2030.
Il World Resources Institute, invece, ha calcolato che se tutti i paesi del G20 mantenessero gli obiettivi di riduzione delle emissioni per il 2030 e si impegnassero a raggiungere le zero emissioni nette entro la metà del secolo, l'aumento della temperatura globale potrebbe essere limitato a 1,7 °C nel 2100.
Il Climate Change Performance Index (CCPI), che classifica 61 paesi che rappresentano il 92% delle emissioni globali, riscontra che nessun paese ha raggiunto tutti gli obiettivi. La Danimarca è la prima classificata, seguita da Svezia e Norvegia; l'India occupa il 10º posto, l'Italia il 30º (perdendo 3 posizioni rispetto all'anno precedente), la Cina il 37º, gli Stati Uniti il 55º, la Russia il 56º e l'Australia il 58º.
Nuovi dati, elaborati da Global Carbon Project (GCP) e pubblicati sulla rivista Earth System Science Data, mostrano un aumento del 4,9% delle emissioni globali di CO₂, superando il massimo storico pre pandemia, evidenziano i fattori critici che stanno guidando le emissioni globali. Le stime mostrano le emissioni in aumento in Cina e India (che stanno incrementando l'uso del carbone) e in calo negli Stati Uniti e in Europa.

### Salute
Nell'ambito della COP26 per la salute, 50 paesi in partenariato con l'Organizzazione mondiale della sanità, la Convenzione quadro delle Nazioni Unite sui cambiamenti climatici e organizzazioni sanitarie, come Health Care Without Harm, hanno sottoscritto l'impegno a sviluppare sistemi sanitari resistenti al cambiamento climatico e con basse emissioni di CO2.

### Trasporti
Il 10 novembre è stata predisposta una dichiarazione che impegna i firmatari a lavorare "verso" la produzione e vendita di veicoli a impatto zero entro il 2040, entro il 2035 per i mercati principali. La dichiarazione è stata sottoscritta da 37 Governi (ma non da Stati Uniti, Cina, Giappone e Germania), da 45 Municipalità e Regioni, da 11 società automobilistiche (ma non da Volkswagen, BMW e Toyota), da proprietari di flotte e da investitori.
Un'altra dichiarazione è stata preparata per ridurre le emissioni nel trasporto aereo nel rispetto dell'Accordo di Parigi (1,5 °C entro il 2050), sottoscritta da 18 Governi che rappresentano il 40% delle emissioni del settore. Inoltre è stata rilanciata la Sustainable Aviation Buyers Alliance (SABA) per la ricerca di carburanti sostenibili con un'impronta di carbonio sino all'80% inferiore rispetto ai carburanti tradizionali.
Durante la COP26, è emersa una crescente attenzione verso la necessità di ridurre le emissioni derivanti dai voli aerei brevi, soprattutto su tratte in cui esistono alternative ferroviarie efficienti. In particolare, la Francia ha introdotto una legislazione che vieta i voli domestici su tratte percorribili in meno di due ore e mezza in treno, come parte del suo impegno per ridurre le emissioni di gas serra. Questa misura è stata discussa come esempio di politica nazionale che può contribuire agli obiettivi globali di decarbonizzazione del settore dei trasporti.
È stata presentata anche la Dichiarazione di Clydebank per le rotte marittime a impatto zero, sottoscritto da 22 Governi, con l'obiettivo di stabilire almeno sei rotte tra due o più porti entro il 2025 e altre rotte entro il 2030.

### Città, regioni e ambiente
Race to Zero è la campagna globale, sostenuta dall'UNFCCC, rivolta ad attori non statali per intraprendere azioni rigorose e immediate per dimezzare le emissioni globali entro il 2030 e zero emissioni di carbonio entro il 2050. La campagna coinvolge 35 regioni, 799 città, 4 475 società, 731 istituti scolastici, 250 istituzioni finanziarie e oltre 3 000 ospedali e rappresentano ~11% delle emissioni mondiali di CO2, ~15% del PIL mondiale e 1 miliardo di persone.
Race to Resilience è la campagna globale, sostenuta dall'UNFCCC, rivolta ad attori non statali per aiutare le comunità più vulnerabili e in prima linea a costruire resilienza e adattamento agli impatti fisici dei cambiamenti climatici, come il caldo estremo, la siccità, le inondazioni e l'innalzamento del livello del mare.
A latere sono state presentate varie iniziative: EverGreening Global Alliance in aiuto alle comunità rurali africane; Infrastructure Pathways per infrastrutture adatte al cambiamento climatico; Global Resilience Index Initiative a sostegno della finanza sostenibile.

### Accordo Stati Uniti-Cina
Inaspettatamente il 10 novembre Stati Uniti e Cina hanno annunciato un accordo di cooperazione per rafforzare gli obiettivi dell'Accordo di Parigi e contenere l'aumento della temperatura media globale ben al di sotto di 2 °C e di perseguire gli sforzi per limitarlo a 1,5 °C.
Le parti intendono cooperare su quadri normativi e standard ambientali volti alla riduzione delle emissioni di gas serra negli anni 2020 e per l'implementazione e l'applicazione di tecnologie come cattura e sequestro del carbonio e cattura diretta dell'aria.
Riconoscendo in particolare il ruolo significativo che le emissioni di metano svolgono nell'aumento delle temperature, entrambi i paesi considerano una necessità la maggiore azione per controllare e ridurre tali emissioni negli anni 2020; ulteriori misure saranno approvate entro la COP 27 nel 2022. Entrambi i paesi intendono comunicare nel 2025 gli NDC del 2035 e istituire un gruppo di lavoro sul rafforzamento dell'azione per il clima negli anni 2020 che si incontrerà regolarmente per affrontare la crisi climatica.

## L'Italia alla COP26
La partecipazione italiana alla COP26 era composta da 74 delegati, tra i quali il presidente del consiglio Mario Draghi, i ministri Roberto Cingolani, Patrizio Bianchi, Daniele Franco e il capo delegazione sherpa Luigi Mattiolo.
Il Ministero della transizione ecologica ha comunicato i documenti sottoscritti dall'Italia del corso della Conferenza:
- Glasgow Leaders' Declaration on Forests and Land Use (02.11.2021), sul ruolo cruciale e interdipendente delle foreste di tutti i tipi, della biodiversità e dell'uso sostenibile del suolo per raggiungere gli obiettivi di sviluppo sostenibile; contribuire a raggiungere un equilibrio tra le emissioni di gas serra di origine antropica e quelle assorbite dai bacini forestali; adattarsi ai cambiamenti climatici; e per mantenere altri servizi ecosistemici.
- Forests, Agriculture and Commodity Trade (02.11.2021), volta a creare un processo per incentivare lo sviluppo agricolo sostenibile delle foreste e di altri ecosistemi, sostenendo allo stesso tempo posti di lavoro, commercio e mezzi di sussistenza.
- Green Grids Initiative – One Sun One World One Grid: One Sun Declaration (02.11.2021), mira a realizzare One Sun One World One Grid, attraverso reti verdi interconnesse, attraverso investimenti nel solare, nell'eolico, nell'immagazzinamento e nella generazione di altre energie rinnovabili in luoghi dotati di risorse rinnovabili per sostenere una rete globale.
- Statement on International Public Support for the Clean Energy Transition (04.11.2021), sulla transizione verso l'energia pulita e l'abbandono dei combustibili fossili.
- Global Coal to Clean Power Transition Statement (04.11.2021), sulla transizione dal carbone all'energia pulita. In particolare, i Paesi firmatari riconoscono che la produzione di energia da carbone è la principale causa dell'aumento della temperatura globale e si impegnano ad aumentare la produzione di energia pulita, ad accelerare la transizione energetica, e a tutelare i lavoratori e le comunità in questo processo.
- Supporting the Conditions for a Just Transition Internationally (04.11.2021), sulla crescita verde, lavoro dignitoso e prosperità economica nella transizione verso la Net-zero. Si basa sugli impegni per una giusta transizione stabiliti nella Dichiarazione della Slesia in Polonia e nell'Iniziativa Climate Action for Jobs.
- Co-Chairs Conclusions of Education and Environment Ministers Summit at Cop26 (05.11.2021), riconosce l'educazione come un processo di apprendimento a livello di società capace di fornire a tutti le conoscenze, le abilità, i valori e gli approcci necessari per un'azione urgente per combattere il cambiamento climatico. L'impegno generale è di integrare la sostenibilità e il cambiamento climatico nei sistemi di istruzione formale, anche come componenti fondamentali del curriculum,  nelle linee guida, nella formazione degli insegnanti, nei parametri di esame e a più livelli attraverso le istituzioni.
- Breakthrough Agenda (09.11.2021), lanciata al World Leaders Summit, prevede che i Paesi si impegnino a lavorare insieme, nel prossimo decennio, per accelerare lo sviluppo e la diffusione delle tecnologie pulite e di soluzioni sostenibili per raggiungere gli obiettivi dell'Accordo di Parigi, in maniera accessibile e inclusiva per tutti.
- Clydebank Declaration for Green Shipping Corridors (10.11.2021), intende creare corridoi di navigazione verdi/rotte marittime a zero emissioni tra 2 (o più) porti. L'obiettivo globale è quello di sostenere la creazione di almeno 6 corridoi verdi entro la metà di questo decennio, puntando a scalare l'attività negli anni successivi, sostenendo tra l'altro la creazione di più rotte, rotte più lunghe e/o avere più navi sulle stesse rotte. L'idea è di avere molti più corridoi in funzione entro il 2030. Gli obiettivi saranno valutati entro la metà di questo decennio.
- International Aviation Climate Ambition Coalition (10.11.2021), riguarda l'obiettivo di raggiungere emissioni nette pari a zero entro il 2050 e garantire la massima efficacia del meccanismo Carbon Offsetting and Reduction Scheme for International Aviation (CORSIA).
- Beyond Oil and Gas Alliance (Boga) (11.11.2021), sostegno "as a friend", dell’Alleanza proposta da Danimarca e Costa Rica che punta a una completa transizione energetica, e a raggiungere i target di neutralità climatica indicati dagli Accordi di Parigi.

## Riconoscimenti
Durante la giornata dedicata alla transizione ecologica delle città e del settore edilizio (11 novembre 2021) sono stati premiati i migliori interventi di architettura sostenibile, ecoquartieri e infrastrutture smart.
- Gran premio architettura sostenibile. Assegnato al Centro sportivo municipale di Turó de la Peira a Barcellona.[169]
- Gran premio ristrutturazione sostenibile. Assegnato all'edificio Green Factory di Lione.
- Gran premio quartiere sostenibile. Assegnato a Nanterre Coeur Universitè di Nanterre.[170]
- Gran premio infrastrutture sostenibili. Assegnato al Mehr.Wert.Pavillon di Heilbronn (Germania).[171]
- Categoria energia e climi temperati. Assegnato alla scuola media Brancati di Pesaro (edificio già NZEB e LEED Platinum), scelta tra i 148 selezionati a livello internazionale, per essere risultata la migliore al mondo in termini di efficienza energetica nei climi temperati.[172]
- Categoria energia e climi caldi. Assegnata al Centro medico-sociale di Numea (Nuova Caledonia).
- Categoria basse emissioni di carbonio. Assegnato a Straw Wood, Plainfaing (Francia).
- Categoria comfort e salute. Assegnato alla sede della Schroeder 2020 a Kockelscheuer (Lussemburgo).[173]